# Łódź Olechów Wschód
Łódź Olechów Wschód – przystanek osobowy w Łodzi, położony na południowo-wschodnich obrzeżach miasta, w pobliżu dworca towarowego Łódź Olechów, w obrębie łódzkiej kolei obwodowej.

## Historia
Likwidacja postojów pociągów pasażerskich nastąpiła na początku lat 90. XX wieku, od tego czasu był wykorzystywany jako przystanek służbowy dla pracowników pobliskiej stacji towarowej. W związku z przebudową dworca Łódź Fabryczna przywrócono funkcjonowanie przystanku dla ruchu osobowego. Przystanek jest skomunikowany z linią autobusową MPK (linia nr 90A). 15 grudnia 2019 postój pociągów został przywrócony, w związku z reaktywacją ruchu pociągów na linii kolejowej nr 25 na odcinku Łódź Chojny - Łódź Olechów